# Encefalo
L'encefalo (dal greco ἐνκέφαλος, enképhalos, "dentro la testa", composto di ἐν, en, "in" e κεϕαλή, kephalè, "testa") è quella parte del sistema nervoso centrale completamente contenuta nella scatola cranica e divisa dal midollo spinale tramite un piano convenzionale passante subito sotto la decussazione delle piramidi.
Dal punto di vista embriologico, l'encefalo si sviluppa da tre vescicole del primitivo tubo neurale: il prosencefalo, che evolve in telencefalo e diencefalo, il mesencefalo e il romboencefalo, da cui originano bulbo, ponte e cervelletto. Anatomicamente, quindi, l'encefalo è costituito dal cervello (diviso in telencefalo e diencefalo), dal tronco encefalico (le cui parti sono mesencefalo, ponte e bulbo) e dal cervelletto.
Negli esseri umani, la corteccia cerebrale contiene circa 14-16 miliardi di neuroni, e il numero stimato di neuroni nel cervelletto è di 55-70 miliardi. Ogni neurone è collegato tramite sinapsi a diverse migliaia di altri neuroni, tipicamente comunicanti tra loro tramite sporgenze, simili a radici chiamate dendriti e lunghe estensioni simili a fibre chiamate assoni, che sono solitamente mielinizzati e trasportano treni di rapidi impulsi di segnali microelettrici, chiamati potenziale d'azione per colpire specifiche cellule riceventi in altre aree del cervello o parti distanti del corpo. La corteccia prefrontale, che controlla le funzioni esecutive, è particolarmente ben sviluppata nell'uomo.
Fisiologicamente, il cervello esercita un controllo centralizzato sugli altri organi del corpo. Agiscono sul resto del corpo sia generando modelli di attività muscolare che guidando la secrezione di sostanze chimiche chiamate ormoni. Questo controllo centralizzato consente risposte rapide e coordinate ai cambiamenti nell'ambiente. Alcuni tipi fondamentali di reattività come i riflessi possono essere mediati dal midollo spinale o dai gangli periferici, ma un controllo mirato e sofisticato del comportamento basato su input sensoriali complessi richiede le capacità di integrazione delle informazioni di un cervello centralizzato.
Le operazioni delle singole cellule cerebrali sono ora comprese in notevole dettaglio, ma il modo in cui cooperano in gruppi di milioni deve ancora essere risolto. Modelli recenti nelle neuroscienze moderne trattano il cervello come un computer biologico, molto diverso nel meccanismo da un computer digitale, ma simile nel senso che acquisisce informazioni dal mondo circostante, le immagazzina e le elabora in vari modi.

## Descrizione

### Struttura
L'encefalo è costituito, a sua volta, da tre organi. Ciascuno origina dal completamento dello sviluppo delle vescicole encefaliche che vanno a costituire l'estremità craniale del tubo neurale. Pertanto alla tradizionale divisione anatomica si affianca quella embriologica. In senso caudo-craniale si trovano:
- Tronco encefalico: prosecuzione craniale del midollo spinale, possiede paragonabili circuiti che generano archi riflessi (connettendo i nuclei dei nervi cranici) e anche complesse funzioni integrative, in particolar modo legate al controllo delle funzioni vitali. È costituito a sua volta da tre porzioni, in senso caudo-craniale:
  - Bulbo: detto anche midollo allungato o mielencefalo, è il segmento inferiore dell'encefalo e prosegue in basso, senza interruzione, nel midollo spinale.
  - Ponte: posizionato rostralmente al cervelletto, che origina principalmente come una sua espansione.
  - Mesencefalo: in continuità superiormente con il diencefalo, costituito dai due peduncoli cerebrali rostralmente e dal complesso del tetto caudalmente.
- Cervelletto: la porzione situata nella scatola cranica posteriore, centro di coordinazione motoria in base a molteplici informazioni ottenute dalla sensibilità vestibolare e recettiva, situato nell'albero della vita.
- Prosencefalo: il centro integrativo più alto e raffinato del sistema nervoso centrale, si forma dal completamento di:
  - Telencefalo: la porzione più superficiale dell'encefalo, costituito dagli emisferi cerebrali e dai nuclei della base.
  - Diencefalo: posto internamente alla sostanza bianca telencefalica, è costituito da cinque porzioni (talamo, epitalamo, metatalamo, ipotalamo, subtalamo) strutturalmente e funzionalmente legate ai nuclei della base. Si trova in continuazione, caudalmente, con il mesencefalo tramite i due peduncoli cerebrali.

### Parametri fisiologici

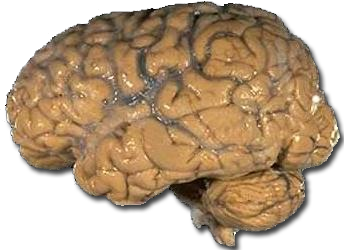
Un cervello umano

Le dimensioni somatiche di un individuo in rapporto col peso del telencefalo costituiscono il cosiddetto coefficiente di cefalizzazione: nell'uomo, esso è il più alto che in tutte le altre specie. Qui di seguito vengono riportati i coefficienti di encefalizzazione di alcuni animali a confronto.
| Specie      | Indice di encefalizzazione |
| ----------- | -------------------------- |
| Insettivori | 1                          |
| Primati     | 11                         |
| Delfino     | 20                         |
| Uomo        | 28                         |

I parametri fisiologici dell'encefalo umano sono i seguenti:
- diametro sagittale massimo (lunghezza) = 170 mm nel maschio, 160 mm nella femmina
- diametro trasverso massimo (larghezza) = 140 mm nel maschio, 135 mm nella femmina
- diametro verticale massimo (altezza) = 130 mm nel maschio, 125 mm nella femmina
- circonferenza orizzontale massima = 480 mm
- arco sagittale massimo = 237 mm

### Vascolarizzazione
Il sistema arterioso ha origine dalle due carotidi interne, da cui hanno origine le arterie comunicanti posteriori e le cerebrali anteriori e medie, e dalle due arterie vertebrali, che tramite l'arteria basilare danno origine alle arterie cerebrali posteriori.
Le cerebrali anteriori sono poi anastomizzate tra loro grazie all'arteria comunicante anteriore e, tramite le arterie comunicanti posteriori, con le cerebrali posteriori: si forma così un anello vascolare detto poligono di Willis, che regola le variazioni di pressioni e di portata ematica all'encefalo.
Il sistema venoso è rappresentato dai seni della dura madre, che costituiscono un sistema di drenaggio convergente; il sangue poi si raccoglie nell'apice della piramide dell'osso temporale, passa alla vena giugulare interna e da qui, attraverso la vena cava superiore, arriva al cuore.

## Derivazione embriologica

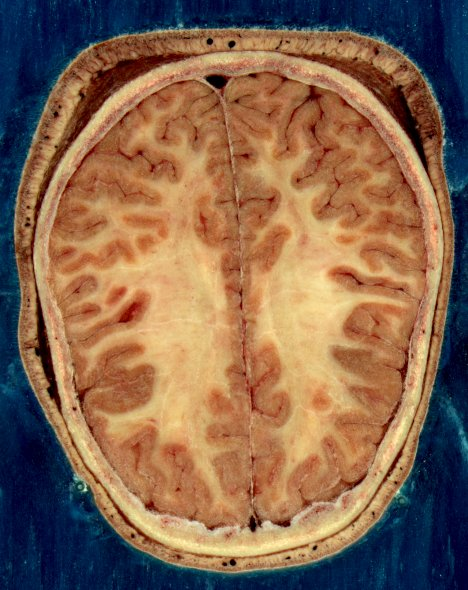
Sezione orizzontale di una testa umana. Visibili cranio, meningi, corteccia cerebrale e materia bianca

Nell'uomo e nei vertebrati in generale, il primo abbozzo del sistema nervoso prende origine dall'ectoderma embrionale, e precisamente da una sua porzione localizzata dorsalmente alla corda dorsale (il primitivo abbozzo della colonna vertebrale dell'embrione).
La prima fase che denota lo sviluppo del sistema nervoso embrionale avviene precocemente con la neurulazione, ossia la proliferazione delle cellule della suddetta porzione dell'ectoderma (denominata anche "neuroectoderma"), che in conseguenza di ciò si ispessisce a formare la placca neurale. In un secondo momento, la placca si invagina a formare la doccia neurale: è a questo punto che dalle sue pareti si distaccano delle masserelle di tessuto neuroectodermico, che vanno a formare dei cordoni localizzati lateralmente alla doccia neurale stessa, denominati creste neurali. Dalle creste neurali origineranno molteplici formazioni del sistema nervoso maturo, quali i gangli (spinali e viscerali), le meningi ed i nervi spinali.
Al 21º giorno di gravidanza comincia la chiusura della doccia neurale: i bordi della doccia si sollevano e si avvicinano sulla linea mediana, per poi entrare in contatto e saldarsi definitivamente. Questo processo ha inizio nella regione della vescicola mielencefalica (vedi oltre) e prosegue nelle due direzioni, craniale e caudale, dando origine ad una struttura tubolare cava denominata appunto tubo neurale. Le due estremità del tubo rimangono aperte ancora per un certo periodo di tempo, dando origine al neuroporo anteriore e posteriore, che si chiudono rispettivamente al 26º ed al 28º giorno di gravidanza.
In questo periodo, le primitive cellule neuronali migrano dalla superficie interna del tubo neurale sino a quella esterna, formando lo strato del mantello: qui, esse si vanno ad addensare in una regione dorsale, la lamina alare (da cui origineranno gli elementi sensitivi del nevrasse), ed in una ventrale, la lamina basale o fondamentale (da cui origineranno gli elementi effettori). In particolare, nel midollo spinale, la suddivisione delle due lamine verrà poi ricalcata sino a portare allo sviluppo delle corna anteriori (effettrici) e posteriori (sensitive).
Dopo la chiusura del tubo neurale, la progressiva proliferazione delle cellule nervose restringe sempre più la cavità interna, che si riduce al solo canale centrale. Contemporaneamente, gli assoni degli abbozzi neuronali cominciano a portarsi verso l'esterno delle lamine del tubo neurale, dando così origine ad un abbozzo di sostanza bianca.
In corrispondenza della chiusura dei due lembi della doccia neurale, attorno al 25º giorno di vita intrauterina, la porzione più craniale del tubo neurale si dilata a formare le tre vescicole encefaliche primitive: proencefalo, mesencefalo e romboencefalo.

### Prosencefalo

Una visione della faccia inferiore dell'encefalo

La vescicola prosencefalica è la più rostrale delle tre vescicole primitive e, in corrispondenza del 32º giorno circa, si divide ulteriormente in due vescicole distinte, telencefalica e diencefalica, separate da solchi poco marcati. La curvatura mesencefalica, ossia il solco che separa i primitivi emisferi telencefalici dal resto del cervello embrionale, è la più tardiva ad apparire e può essere osservata attorno al 72º giorno di vita intrauterina.

#### Vescicola telencefalica
L'abbozzo del telencefalo embrionale si divide precocemente lungo la linea mediana in due rigonfiamenti laterali, i primitivi emisferi telencefalici, tra i quali si forma la scissura interemisferica: all'interno di questa si va a posizionare un setto di derivazione mesenchimale, che formerà in futuro la grande falce cerebrale.
La prima formazione che origina dalla vescicola telencefalica è costituita dall'abbozzo del bulbo olfattivo, che si sviluppa nella porzione più anteriore della faccia inferiore del telencefalo. Parallelamente, il pavimento della vescicola vede una grande proliferazione delle cellule che lo costituiscono, che vanno a formare gli abbozzi dei nuclei della base.
La porzione più superficiale della vescicola forma gradualmente la corteccia telencefalica o pallium, nella quale si sviluppano successivamente le circonvoluzioni e le scissure, in quest'ordine: per prima la scissura laterale di Silvio (fine del 2º mese), poi la scissura parietoccipitale (inizio del 3º mese) e per ultima la scissura centrale di Rolando (fine del 5º mese).

#### Vescicola diencefalica
Il considerevole sviluppo delle lamine alari porta alla formazione dei talami, mentre le lamine basali, più piccole, sono responsabili dello sviluppo dell'ipotalamo. Dal pavimento diencefalico originano gli abbozzi della retina e delle vie ottiche, mentre il tetto va a formare l'epitalamo.

### Mesencefalo

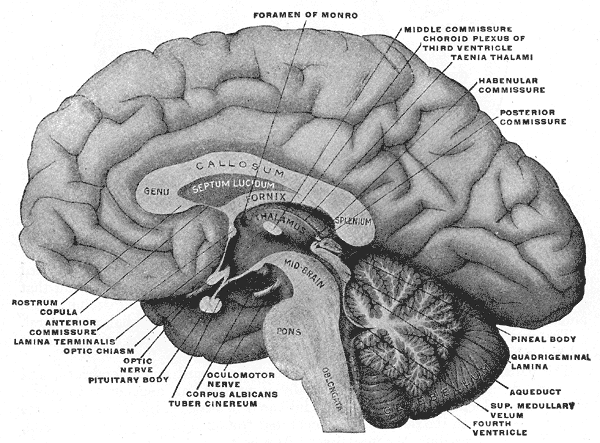
Schema della sezione verticale di un cervello umano: visibile la parte superiore o telencefalo, che include la corteccia cerebrale, e la parte sottostante detta diencefalo

La vescicola mesencefalica, in posizione mediana, è l'unica delle tre vescicole telencefaliche primitive a non dividersi dopo la sua formazione. La curvatura mesencefalica è la più precoce a formarsi ed appare attorno al 28º giorno di vita intrauterina.
Nell'abbozzo embrionale mesencefalico, la porzione corrispondente alla lamina alare va a formare il tetto, che nei vertebrati adulti darà origine ai tubercoli quadrigemelli superiori e inferiori, addetti alla ricezione di collaterali delle vie ottiche ed acustiche. Dal velo marginale, che ricopre la lamina basale, originano invece i due peduncoli cerebrali.
Un gruppo di cellule di derivazione incerta (alare o basale) dà origine alle formazioni della callotta mesencefalica, quali il nucleo rosso e la sostanza nera. Dai lati della vescicola originano infine i corpi genicolati, funzionalmente connessi alle formazioni della lamina quadrigemina.

### Rombencefalo
La vescicola romboencefalica si divide, in contemporanea con quella proencefalica, in due altre vescicole, metencefalica e mielencefalica. La curvatura pontina, che separa il ponte dalle formazioni circostanti, si forma attorno al 38º giorno di vita embrionale.

#### Vescicola metencefalica
Costituisce l'abbozzo embrionale del ponte. Il velo marginale è responsabile dello sviluppo del piede del ponte, nel quale si vanno a posizionare i nuclei del ponte, provenienti dalle lamine alari. Queste ultime, in seguito ad una proliferazione massiccia dei loro spigoli dorsali, danno origine ad un gruppo di cellule che si staccano progressivamente dal ponte e si vanno a posizionare nella fossa cranica posteriore, dando origine al cervelletto.

#### Vescicola mielencefalica
Situata nella posizione più caudale ed in diretta continuazione con il midollo spinale, essa è destinata ad andare a formare il bulbo. Dal tetto della vescicola origina la membrana tectoria, che dà origine ai plessi corioidei del 4º ventricolo, importantissimi per la produzione di liquido cefalorachidiano.